# Xanthodelphax xantha
Xanthodelphax xantha är en insektsart som beskrevs av Vilbaste 1965. Xanthodelphax xantha ingår i släktet Xanthodelphax och familjen sporrstritar. Enligt den finländska rödlistan är arten nära hotad i Finland. Artens livsmiljö är diken. Inga underarter finns listade i Catalogue of Life.